# Gustav Adolf Wessinger
Gustav Adolf Wessinger (* 28. März 1861 in Stuttgart; † 22. August 1920 in Ludwigsburg) war ein württembergischer Oberamtmann.

## Leben und Werk
Der Sohn eines Fabrikanten besuchte das Realgymnasium in Stuttgart. Von 1880 bis 1884 studierte er Regiminalwissenschaften in Tübingen. Er war seit dem Wintersemester 1880/81 Mitglied der Turnerschaft Hohenstaufia Tübingen.   Nach den höheren Dienstprüfungen 1884 und 1885 begann er seine berufliche Laufbahn 1886 als stellvertretender Amtmann beim Amtsoberamt Stuttgart und bei den Oberämtern Tuttlingen, Urach, Cannstatt und Riedlingen. Zwischen 1888 und 1895 war er Amtmann beim Oberamt Freudenstadt. 1895 und 1896 arbeitete er als Kollegialhilfsarbeiter bei der Regierung des Donaukreises in Ulm und von 1896 bis 1901 in gleicher Funktion bei der Regierung des Schwarzwaldkreises in Reutlingen. Zwischen 1901 und 1902 war er Amtsverweser beim Amtsoberamt Stuttgart. Von 1902 bis 1912 leitete er als Oberamtmann das Oberamt Urach, 1909 erhielt er dort den Titel Regierungsrat. Ab 1912 bis zu seinem Tod war er als Regierungsrat bei der Regierung des Neckarkreises in Ludwigsburg auf einer gehobenen Stelle tätig.

## Auszeichnungen
1909 erhielt Gustav Adolf Wessinger die Karl-Olga-Medaille in Silber und 1914 das Ritterkreuz 1. Klasse des Friedrichs-Ordens.